# John Kennedy (roer)
John Gerdell Kennedy (19. maj 1900 - september 1971) var en amerikansk roer fra Philadelphia.
Kennedy vandt bronze i firer med styrmand ved OL 1924 i Paris. Han var styrmand i båden, der blev roet af Bob Gerhardt, Sid Jelinek, Edward Mitchell og Henry Welsford. Der deltog i alt 10 lande i disciplinen, hvor Schweiz og Frankrig vandt henholdsvis guld og sølv foran den amerikanske båd. Det var det eneste OL han deltog i.

## OL-medaljer
- 1924:  Bronze i firer med styrmand